# Fumika Mohri
Fumika Mohri (née le 20 avril 1994 à Yokohama) est une violoniste japonaise.

## Biographie
Après avoir étudié à l'école de musique Toho Gakuen de Tokyo, Fumika Mohri se perfectionne avec Kōichirō Harada à l'Université Keiō. Puis elle participe à de nombreux concours internationaux : Concours international de Séoul (2008 et 2012 premier prix), Concours international de violon David Oistrakh de Moscou (2013), Concours international de violon Niccolò Paganini en 2015, à Gênes (seconde place) et est lauréate du Concours Reine-Élisabeth à Bruxelles. Elle poursuit son cursus en Allemagne, à l'Académie Kronberg et a joué avec l'ensemble à Paris, à Auditorium du Louvre, en avril 2017.
Elle joue sur un violon Ansaldo Poggi (c. 1950).